# 민지오
민지오(1983년 11월 22일 ~ )는 대한민국의 배우이다.

## 학력
- 수원대학교 경제학 학사
- 가톨릭대학교 문화영성대학원 석사

## 연기 활동

### 드라마
| 연도 | 방송사 | 제목           | 역할   | 비고 |
| ---- | ------ | -------------- | ------ | ---- |
| 2008 | SBS    | 일지매         |        |      |
| 2009 | SBS    | 타짜           |        |      |
| 2009 | SBS    | 천만번 사랑해  |        |      |
| 2010 | SBS    | 별을 따다줘    |        |      |
| 2010 | SBS    | 괜찮아, 아빠딸 | 강보라 |      |
| 2012 | KBS2   | 선녀가 필요해  | 작가   |      |

### 영화
- 2013년: 《스마일 어게인》 ... 강진주 역
- 2013년: 《배우는 배우다》 ... 홍지민 역
- 2015년: 《조류인간》 ... 지오 역